# Enterprise (Nevada)
Pour les articles homonymes, voir Enterprise.
Enterprise est une ville non incorporée et une census-designated place faisant partie du township de Las Vegas (en) dans le comté de Clark dans l'État du Nevada, aux États-Unis. Lors du recensement de 2010, sa population était de 108 481 habitants, alors qu'au recensement de 2000, elle n’était que de 14 676. Comme il s'agit d'une ville non-incorporée, elle est gouvernée par la Commission du Comté de Clark avec la participation du Enterprise Town Advisory Board. Enterprise a été fondée en décembre 1996.

## Géographie
Selon le bureau du recensement des États-Unis, le census-designated place (qui ne coïncide pas exactement avec les frontières de la zone non-incorporée) a une superficie totale de 120,5 km2, la totalité de ses terres.

## Économie
La compagnie aérienne Allegiant Air a son siège à Enterprise.

## Démographie
| Groupe            | Enterprise | Nevada | États-Unis |
| ----------------- | ---------- | ------ | ---------- |
| Blancs            | 56,3       | 66,2   | 72,4       |
| Asiatiques        | 21,2       | 7,2    | 4,8        |
| Afro-Américains   | 8,1        | 8,1    | 12,6       |
| Autres            | 6,8        | 12,0   | 6,2        |
| Métis             | 6,1        | 4,7    | 2,9        |
| Océaniens         | 0,9        | 0,6    | 0,2        |
| Amérindiens       | 0,5        | 1,2    | 0,9        |
| Total             | 100        | 100    | 100        |
| Latino-Américains | 17,3       | 26,5   | 16,7       |

Selon l'American Community Survey, pour la période 2011-2015, 66,78 % de la population âgée de plus de 5 ans déclare parler l'anglais à la maison, 11,03 % l'espagnol, 7,55 % le tagalog, 4,25 % une langue chinoise, 1,18 % le coréen, 1,08 % une langue africaine, 1 % le vietnamien, 0,70 % le thaï, 0,52 % le serbo-croate et 5,91 % une autre langue.